# Rivière Blanche (Martinique)
Pour les articles homonymes, voir Rivière Blanche.
La Rivière Blanche, aussi appelée Rivière de l'Alma est une rivière française, longue de 20,467 kilomètres, qui coule dans le centre de la Martinique. C'est la seconde rivière de l'île en termes de longueur après la Lézarde dont elle est affluent, mais elle a le débit le plus élevé de l'île. 
À Saint-Joseph, un château d'eau et des stations de captage (stations du fond Ferret, des Eaux du Sud, des Roches Gales et de l'Alma) se trouvent sur la rivière afin de permettre d'alimenter en partie la ville de Fort-de-France.

## Géographie
Prenant sa source sur le flanc du Piton Lacroix (Pitons du Carbet) vers 1 000 mètres d'altitude, la Rivière Blanche coule parallèlement à la Lézarde où elle se jette au niveau de l'habitation Jonction à Saint-Joseph.

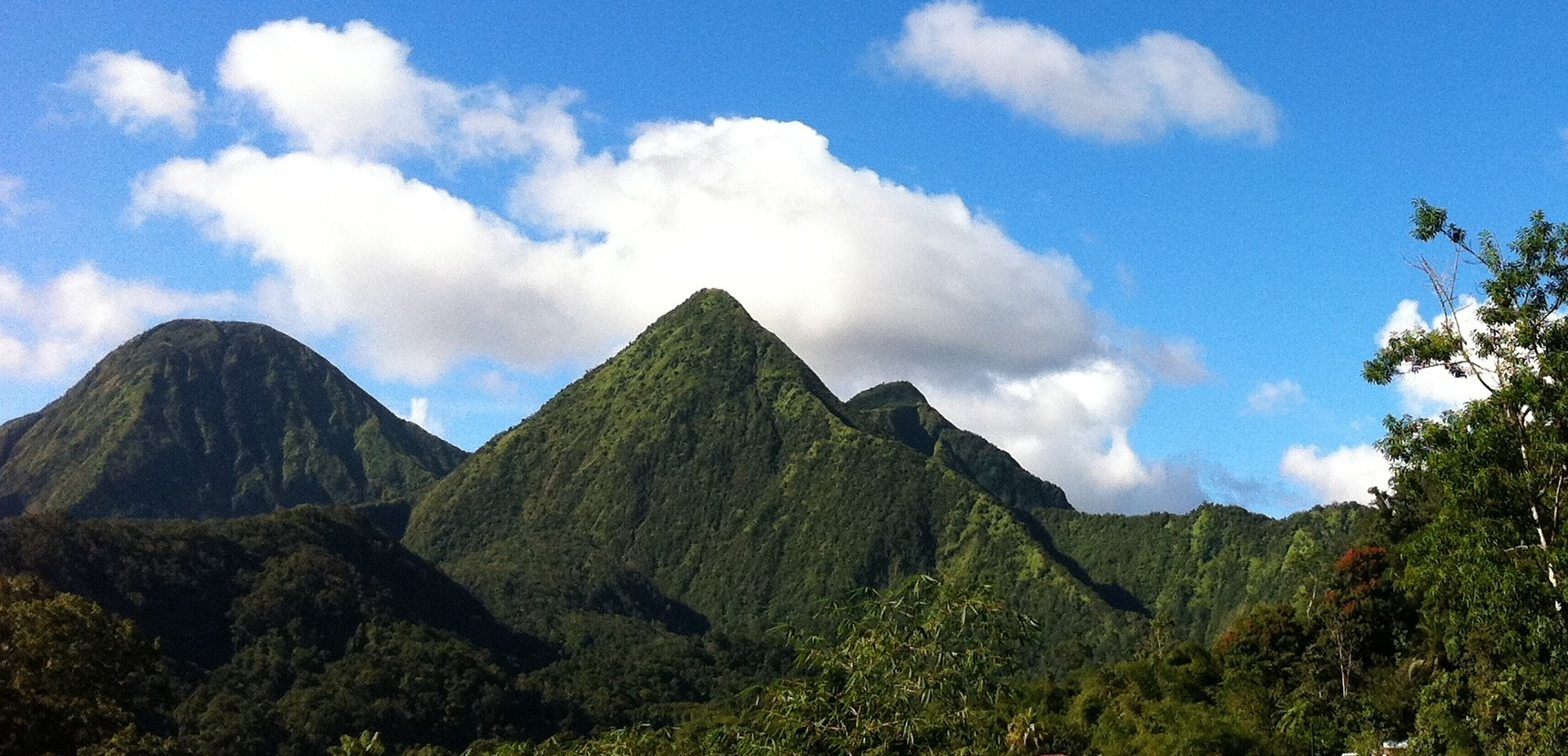
La rivière Blanche prend sa source sur le flanc du Piton Lacroix à gauche.

## Tourisme
Dans sa partie supérieure, la rivière donne naissance aux Gorges de l'Alma. Les gorges se trouvent à une quarantaine de kilomètres au nord de Fort-de-France, sur le parcours de la mythique route de la Trace. Il est possible de remonter la succession de bassins et sauts de la rivière jusqu'à la dernière cascade qui chute à plus de 40 mètres. Il est également possible de remonter l'un des affluents de la rivière jusqu'à la cascade la grande Sophie, qui du haut de ses 135 m est l'une des plus hautes cascades de Martinique.
Une aire de pique-nique au bord de la rivière est située au lieu-dit Cœur Bouliki à Saint-Joseph en pleine forêt. 150 000 visiteurs fréquentent annuellement ce site ouvert en 1983, et qui a bénéficié d'importants travaux d'aménagement de l'Office national des forêts en 2014.